# Baśnie tysiąca i jednej nocy (miniserial)
Baśnie tysiąca i jednej nocy (ang. Arabian Nights) – amerykański miniserial przygodowy z 2000 roku w reżyserii Steve’a Barrona, wyprodukowany przez Hallmark Channel, oparty na motywach zaczerpniętych z Księgi tysiąca i jednej nocy.

## Fabuła
Szecherezada to piękna córka dworzanina króla Szariara. Władca ten słynie z okrucieństwa - zabija swoje małżonki wkrótce po ślubie. Czyni to z obawy przed zdradą. Jego pierwsza i ukochana żona, sprzymierzyła się z jego bratem i usiłowała zabić Szariara.... Nowa królową ma zostać piękna Szecherezada, zakochana od dawna w królu. Aby nie podzielić losu nieszczęsnych poprzedniczek Szecherezada postanawia zwodzić męża i opowiadać mu co noc fantastyczną baśń, przerywając ją w najbardziej dramatycznym momencie.... Opowieści, które snuje Szecherezada są intrygujące, ciekawe i zawierają dużo prawdy życiowej. Film składa się z kilku segmentów: baśni o Alladynie, trzech braciach, Bak-Baku, Ali Babie, związanych głosem cudnej Szecherezady, której zadaniem staje się nie tylko przeżycie, ale i rozbudzenie miłości w nieufnym królu...

## Obsada
Źródło: Filmweb
- Mili Avital – Szeherezada
- Dougray Scott – sułtan Szariar
- Alan Bates – bajarz
- James Frain – Szazenan
- Jason Scott Lee – Aladyn
- Rufus Sewell – Ali Baba
- Hugh Quarshie – Mustafa
- Alexei Sayle – Bak-Bak
- Tchéky Karyo – Czarny Koda
- John Leguizamo – dżin
- Vanessa-Mae – księżniczka Zobeida
- Andy Serkis – Kasim